# Anastase Ier (pape)
Pour les articles homonymes, voir Anastase Ier, Saint Anastase et Anastase.
Anastase Ier, né Anastase de Massimo (Vers 340, à Rome – 19 décembre 401, à Rome), est le 39e pape de l'Église catholique du 27 novembre 399 au 19 décembre 401. Il est vénéré comme saint (l'un des saint Anastase).
Les églises chrétiennes le célèbrent le 19 décembre en Occident et le 27 avril en Orient.

## Biographie

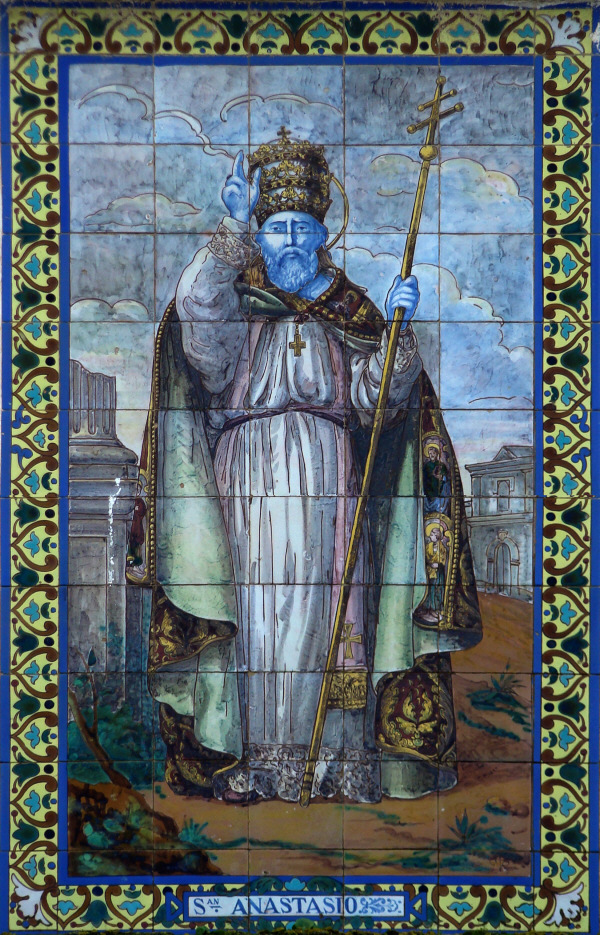
Manuel Rodríguez y Pérez de Tudela (1866–1926), retable en céramique avec saint Anastase Ier sur la façade principale de l'église de l'ancien collège Sainte Catherine de Huelva, Espagne.

Le Liber Pontificalis le dit d'origine romaine. Il est né au sein de la famille De Massimi.
Au sein de l'Église, Anastase est un homme de conciliation en particulier au moment de la querelle à propos de la pensée d'Origène entre saint Jérôme, qui vit alors à Bethléem, et Rufin d'Aquilée et Jean II de Jérusalem, dans lequel il joue un rôle de médiateur. Dans le but de réhabiliter la pensée contestée de ce grand théologien du IIIe siècle, Rufin a en effet traduit en latin un de ses traités, le De principiis. En 399, les amis de saint Jérôme œuvrent pour obtenir du pape une condamnation formelle de l'origénisme. Également exhorté par des lettres et des ambassadeurs de Théophile d'Alexandrie à participer à cette lutte de l'Occident, il fait condamner par un synode la pensée du théologien alexandrin.
Le Liber Pontificalis lui attribue également le décret par lequel il ordonne que les prêtres doivent écouter debout et la tête inclinée l'Évangile lu par les diacres. La mesure a peut-être été dictée par la nécessité d'atténuer les frictions qui existaient entre les deux ordres ecclésiastiques.
Il condamne le donatisme et le combat énergiquement, sans grand succès, dans la province d'Afrique, ratifiant les décisions du premier concile de Tolède de 400, qui reconnaît qu'Origène n'est pas fidèle à l'Église. Il rédige à ce propos une lettre pour le synode de Carthage, qui est lue en séance. Il combat les disciples d'une secte qui pratique des rites hétérodoxes.
Il construit la basilique Crescenziana à Rome, identifiée aujourd'hui comme la basilique San Sisto Vecchio (basilique Saint-Sixte-le-Vieux de Rome).
Saint Augustin d'Hippone, saint Jérôme et saint Paulin de Nole, qui avaient été hostiles à son prédécesseur, figurent parmi ses proches. Jérôme parle de lui comme d'un homme d'une grande sainteté, riche de sa pauvreté. Il qualifie également Anastase de père d'Innocent Ier ; les chercheurs soutiennent que cela démontre une relation hiérarchique plutôt que biologique. Paulin de Nole évoque dans ses écrits une de ses visites à Rome, à l'occasion des fêtes des apôtres Pierre et Paul, en l'an 400, où il est reçu « avec bonté » par le pape Anastase.
Après un court pontificat, deux ans et un mois, quoique très actif, Anastase meurt le 19 décembre 401. Il est enterré à Rome, sur la via Ostiensis, au-dessus des catacombes de Saint-Pontien.

## Culte
Sa fête a lieu le 19 décembre (27 avril selon le Liber Pontificalis). Ses reliques ainsi que celles du pape Innocent Ier, données par le pape Serge II, furent transférées par Liudolf de Saxe à l'abbaye de Gandersheim fondée en 846.